# 蘭斯巴赫河 (勞爾河支流)
50°12′4.6″N 10°15′9.4″E / 50.201278°N 10.252611°E
蘭斯巴赫河是德國的河流，位於該國東南部，由巴伐利亞負責管轄，屬於勞爾河的右支流，河道全長13.6公里，流域面積30.4平方公里，發源自下弗蘭肯地區通多夫，河口處在馬斯巴赫附近。